# André Dumas (théologien)
Pour les articles homonymes, voir André Dumas et Dumas.
André Dumas, né le 7 décembre 1918 à Montauban et mort le 23 juin 1996 à La Roche-sur-Yon, est un pasteur et théologien français, professeur de philosophie et d'éthique à la faculté de théologie protestante de Paris. Influencé par la pensée de Karl Barth, il est spécialiste de Dietrich Bonhoeffer.

## Biographie
André Dumas est le fils d'André Dumas, médecin militaire mort au front, six mois avant sa naissance, et de Thérèse Maury. Thérèse Maury est la sœur du pasteur Pierre Maury (1890-1956), et la fille de Léon Maury (1863-1931) professeur à la faculté de théologie protestante de Montauban puis de Montpellier, après le déménagement de la faculté en 1919. André Dumas et sa mère vivent chez ses grands-parents maternels, à Montauban puis à Montpellier. Il participe avec son cousin Jacques Maury aux camps de vacances de la Fédération française des associations chrétiennes d'étudiants, la « Fédé » des jeunes protestants. 
De 1936 à 1938, André Dumas étudie la philosophie à Montpellier, puis la théologie protestante : de 1938 à 1939 à la faculté de théologie protestante Montpellier, de 1940 à 1941 à la faculté de théologie protestante Paris, et de 1942 à 1943 à l'université de Bâle. Lorsque débute la Seconde Guerre mondiale, il est mobilisé, d'octobre 1939 à septembre 1940, puis s'engage de 1941 à 1942 comme équipier de la Cimade au camp de Rivesaltes, dans les Pyrénées-Orientales. Il participe à ce titre à l'organisation matérielle et culturelle auprès des réfugiés internés, juifs, républicains espagnols, et Tziganes. Il s'agit également de dresser de « contre-listes comportant les noms des personnes à exempter » de la déportation. Il participe au dispositif qui permet aux détenus juifs de passer en Suisse en leur fournissant de faux papiers. Il reçoit en 1994 le titre de Juste parmi les nations du Yad Vashem. 
De 1943 à 1949, André Dumas est secrétaire général de la « Fédé », et rédacteur de son mensuel, Le Semeur. Il exerce un ministère itinérant. Il épouse en 1944 Francine Dumas, directrice des études à l'école de service social. Elle est cofondatrice du mouvement Jeunes Femmes en 1945 et membre du bureau de l'association jusqu'en 1968.
André Dumas est nommé pasteur à Pau, de 1949 à 1956, puis aumônier universitaire à Strasbourg de 1956 à 1961. Il est nommé maître de conférences de morale et de philosophie à la faculté de théologie protestante de Paris en 1961, puis professeur, titulaire de la chaire de philosophie et d'éthique, après sa thèse de doctorat d’État sur « Dieu et la réalité ». Il est doyen de la faculté de 1973 à 1975 et professeur émérite en 1984. Il publie en 1968 un livre sur Dietrich Bonhoeffer : Une Théologie de la réalité : Dietrich Bonhoeffer,.
De 1954 à 1968, il est président de la « Post-Fédé ». Il s'engage contre la torture durant la guerre d'Algérie, contre l'apartheid en Afrique du Sud, prend position en faveur de la dépénalisation de l'avortement et de la contraception. Il participe, avec Francine Dumas, au département « Hommes et Femmes » du Conseil œcuménique des Églises, de 1956 à 1966, puis du département « Église et société » de 1966 à 1981.
Il est président du conseil d’administration de l'hebdomadaire Réforme de 1977 à 1988, chroniqueur au Monde, membre du comité de rédaction de la revue Esprit de 1952 à 1975. Il est membre du comité d'honneur du Secours populaire français et du Mouvement contre le racisme et pour l'amitié entre les peuples (MRAP).
André Dumas meurt à la Roche-sur-Yon le 23 juin 1996.

## Publications
- Théologie du corps, Paris, IPT, 1965-1966
- Une Théologie de la réalité : Dietrich Bonhoeffer, Labor et Fides, 1968
- Ces mots qui nous font croire et douter, Éd. œcuméniques, Lyon-Paris, 1971
- Prospective et prophétie : Les Églises dans la société industrielle, Éditions du Cerf, 1972
- Théologies politiques et vie de l'Église, Le Chalet, Paris 1977
- Nommer Dieu, Cerf, 1980
- Marie de Nazareth (avec Francine Dumas), Labor et Fides, 1989
- Cent prières possibles, Éditions Cana, 1991, Albin Michel, 2000[13]
- Foi et réalité, éd. par Jacques Maury, les Bergers et les mages, 1999, 93 p.  (ISBN 2-85304-145-X)